# Stig Edgren
Stig Arnold Edgren, född 10 augusti 1933 i Ljungsarp, död 29 juni 2016 i Ystad i Skåne län, var en svensk militär.

## Biografi
Edgren inledde sin militära bana 1954 på Älvsborgs regemente i Borås och har under åren tjänstgjort/utbildat sig på Karlberg, Södra skånska infanteriregementet i Ystad, Försvarsstaben i Stockholm och Upplands regemente i Enköping. År 1980 befordrad till överste och ställföreträdande regementschef på Södra skånska regementet. År 1986 blev han utnämnd till regementschef på Skånska dragonregementet i Hässleholm. År 1990 befordrades han till överste av första graden och var 1990–1993 pansarinspektör och chef för Arméns pansarcentrum. 
Edgren har varit på två FN-uppdrag, dels som ställföreträdande chef med UNFICYP 1973 på Cypern och sedan som chef 1978 i Sinai med UNEF II. Tjänstgöringen 1973 avslutades med att bataljonen tillfrågades under oktober 1973 att frivilligt åka som första FN-styrka för att stoppa stridigheter och inleda förhandlingar mellan Egypten och Israel. Under denna period fick Edgren sitt "elddop" när skottlossning uppstod mellan stridande enheter från de två länderna.
Efter pensionen 1993 bosatte sig Stig Edgren och hans hustru Birgitta i Ystad. Här blev han populär guide på kyrkogårdsvandringar på både de gamla och nya kyrkogårdarna, skrev om militärhistoria och var under lång tid engagerad som ordförande i VYS, Villaägarföreningen i Ystad Sandskog.  